# Monumento ai caduti di tutte le guerre di tutte le nazioni
Il monumento ai caduti di tutte le guerre di tutte le nazioni è un memoriale di Acquaviva delle Fonti, nella città metropolitana di Bari. Ubicato nella parte est di piazza Giuseppe Garibaldi, commemora i cittadini acquavivesi caduti nella prima guerra mondiale, nella seconda guerra mondiale e nella guerra d'Etiopia.

## Storia
La prima proposta per la costruzione di un monumento per celebrare i caduti di Acquaviva delle Fonti fu fatta nel 1921. In quest'anno si costituì un comitato per la raccolta dei fondi necessari per la costruzione di una stele votiva. I soldi furono depositati presso la banca Martucci che però fallì pochi mesi dopo.
Fu lanciata un'altra iniziativa nel 1939, durante il quale si raccolsero circa 18 000 ₤ che furono depositati alle Poste. Tuttavia lo scoppio della seconda guerra mondiale bloccò anche questo progetto.
Nel 1955 fu indetto un primo concorso per la costruzione del monumento ai caduti. A esso parteciparono tre ingegneri e un architetto e, sebbene fosse già stato individuato il vincitore (l'architetto Antonio Cirielli), il concorso fu annullato perché non era apprezzato il luogo in cui il memoriale doveva essere costruito, ossia nella parte ovest di piazza Giuseppe Garibaldi.
Al secondo concorso parteciparono sei concorrenti, tuttavia anche questo progetto declinò poiché secondo il sovrintendente per la provincia di Bari Franco Schettini, a cui era stato chiesto il parere, le bozze non erano adatte a ricordare decorosamente i caduti. Fu proposto anche il coinvolgimento di uno scultore per far risaltare i corpi maschili di soldati combattenti o morenti e femminili per rappresentare la Patria o la Vittoria.
Dopo la riqualificazione di piazza Garibaldi l'ideazione del memoriale fu definitivamente affidata all'architetto Antonio Cirielli, il quale rielaborò il suo progetto iniziale presentato al primo concorso. Il monumento fu dunque costruito nel 1960 nella parte est della suddetta piazza e fu inaugurato il 4 novembre 1962.
Un importante ruolo per la raccolta dei fondi per la costruzione del memoriale fu compiuto dalla rivista acquavivese L'Eco di Acquaviva, la quale riportava sulle proprie pubblicazioni il saldo già donato con i relativi donatori e invitava a versare altri contributi.
Il comitato impegnato per la sua edificazione fece appello alla cittadinanza di fornire i nomi degli acquavivesi caduti nelle suddette guerre. A un primo elenco di nominativi, che sono scritti sulle lapidi più grandi, successivamente ne fu aggiunta un'altra lista ed essi furono segnati sulle lapidi più piccole.

## Descrizione
Il monumento, complessivamente a pianta circolare, si compone centralmente di un'area calpestabile attorno alla quale, per i ¾ della sua circonferenza, sono collocate 18 lastre in cemento, tutte poggianti su un unico basamento e leggermente sporgenti verso l'esterno, su ciascuna delle quali è installata una lapide di marmo con incisa la prima parte dei nomi totali dei caduti ricordati nel memoriale. Altre 12 lapidi, più piccole collocate sul basamento delle lastre grandi — riportano i nomi restanti dei 283 cittadini commemorati. Queste targhe marmoree hanno sostituito gli originari pannelli metallici.
A quest'area si accede tramite due passerelle che partendo dal perimetro più esterno della struttura conducono al luogo centrale: lì è posto un braciere metallico. Quei passaggi interrompono la serie delle lastre e, assieme all'estremo bordo, includono il prato circostante all'intero monumento. In esso è posta una stele cementizia ornamentata da motivi metallici a forma di croce.
Esclusa la zona prativa, tra l'estremo perimetro e il basamento delle lastre sono collocate una vasca d'acqua ornamentale dotata di fontanelle, e un'aiuola.